# Packarps lövskog
Packarps lövskog är ett naturreservat i Linköpings kommun i Östergötlands län.
Området är naturskyddat sedan 2007 och är 34 hektar stort. Reservatet omfattar skog och våtmarker söder om torpet Packarp.  Reservatet består av lövrik blandskog med ett ängsartat parti i norr med inslag av ädellövträd.